# Řezná kapalina
Řezná kapalina (také „obráběcí kapalina“) přesněji označovaná jako procesní kapalina je chladicí a mazací prostředek pro obrábění zejména kovů. Odvádí teplo z řezu, snižuje tření, odplavuje třísky a slouží ke zvýšení trvanlivosti nástrojů a ke zlepšení jakosti obráběného povrchu. Řezná kapalina musí být nekorozivní a zdravotně nezávadná.

## Vodní roztoky chemických sloučenin
Dusitan sodný nebo kyselina fosforečná mají pouze chladicí účinek.

## Chladicí kapaliny a mazací kapaliny
Základem chladicích kapalin (emulze) je voda, do níž se přidávají látky zvětšující smáčivost a zabraňují korozi. Většinou se používá emulzních kapalin, tj. emulzí olejů ve vodě, které mají mimo chladicí i určitý účinek mazací (pro broušení 1-3% koncentrace, pro soustružení, vrtání, frézování asi 5%), výjimečně i vodných roztoků (při broušení) alkalických elektrolytů (soda, trietanolamin, borax aj.) nebo hydrofilních mýdel.

## Řezné oleje
Řezné oleje jsou minerální oleje o viskozitě do 35 cSt, ponejvíce zušlechtěné přísadami zvětšujícími maznost. Jejich účinek je především mazací a používá se jich při požadavku velké trvanlivosti ostří nástroje, malé drsnosti obráběného povrchu a v případě, že řezná kapalina vniká do mazacího okruhu stroje (u revolverových automatů, strojů na ozubení, protahovaček apod.)

## Syntetické kapaliny
Na bázi polyglykolu, jejich výhodou je dlouhá životnost, nedochází k bakteriálnímu rozkladu.